# 讷布瓦
讷布瓦（法語：Neubois，法語發音：[nøbwa]）是法国下莱茵省的一个市镇，属于塞莱斯塔-埃尔什泰因区。

## 地理
讷布瓦（48°18'23"N, 7°20'20"E）面积11.42 平方千米，位于法国大東部大區下莱茵省，该省份为法国大陆部分最东部的省份，是阿尔萨斯的一部分，今与上莱茵省组成了阿尔萨斯欧洲集体，其南至上莱茵省，西南接孚日省和默尔特-摩泽尔省，西接摩泽尔省，北与德国接壤。
与讷布瓦接壤的市镇（或旧市镇、城区）包括：布雷特诺、沙特努瓦、迪耶方巴克奥瓦、讷沃埃格利斯、圣皮埃尔布瓦、谢尔维莱尔、唐维莱、拉旺塞勒、龙巴勒弗朗。

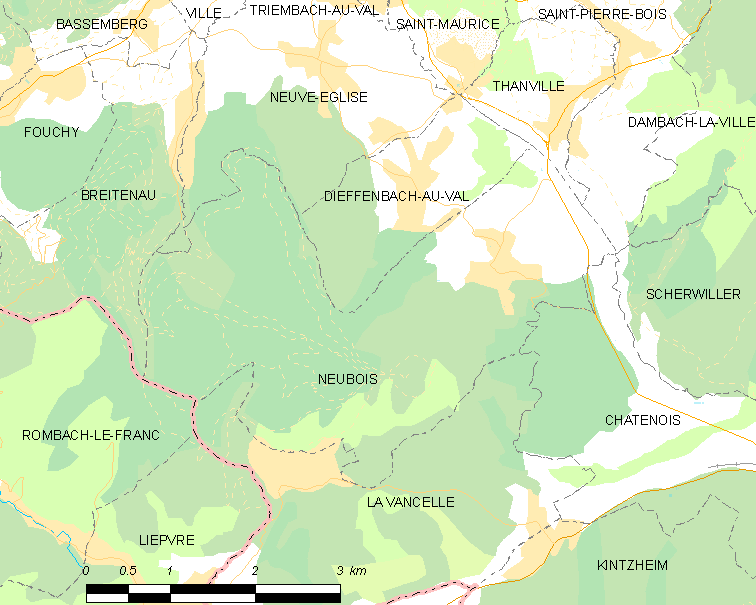
讷布瓦的OSM定位图

讷布瓦的时区为UTC+01:00、UTC+02:00（夏令时）。

## 行政
讷布瓦的邮政编码为67220，INSEE市镇编码为67317。

## 政治
讷布瓦所属的省级选区为米齐格县。

## 人口

1962-2008年间讷布瓦人口变化图示

讷布瓦于2022年1月1日时的人口数量为654人。